# Foresta delle fiabe
La Foresta delle fiabe (Sprookjesbos in olandese) è una sezione boscosa (di 61,000 m2) del parco divertimenti Efteling, aperta al pubblico nel 1952. È stata progettata principalmente dal famoso illustratore olandese Anton Pieck, che si è basato sul mondo delle fiabe europee. Le fiabe sono rappresentate con l'utilizzo di effetti speciali, pupazzi animatronici ed edifici (castelli ecc.). La maggior parte delle scene sono ispirate dai racconti dei fratelli Grimm, Hans Christian Andersen e Charles Perrault.
Ai giorni nostri le fiabe rappresentate nella foresta sono più di 25.

## Elenco parziale delle fiabe
1952 - Il castello della bella addormentata

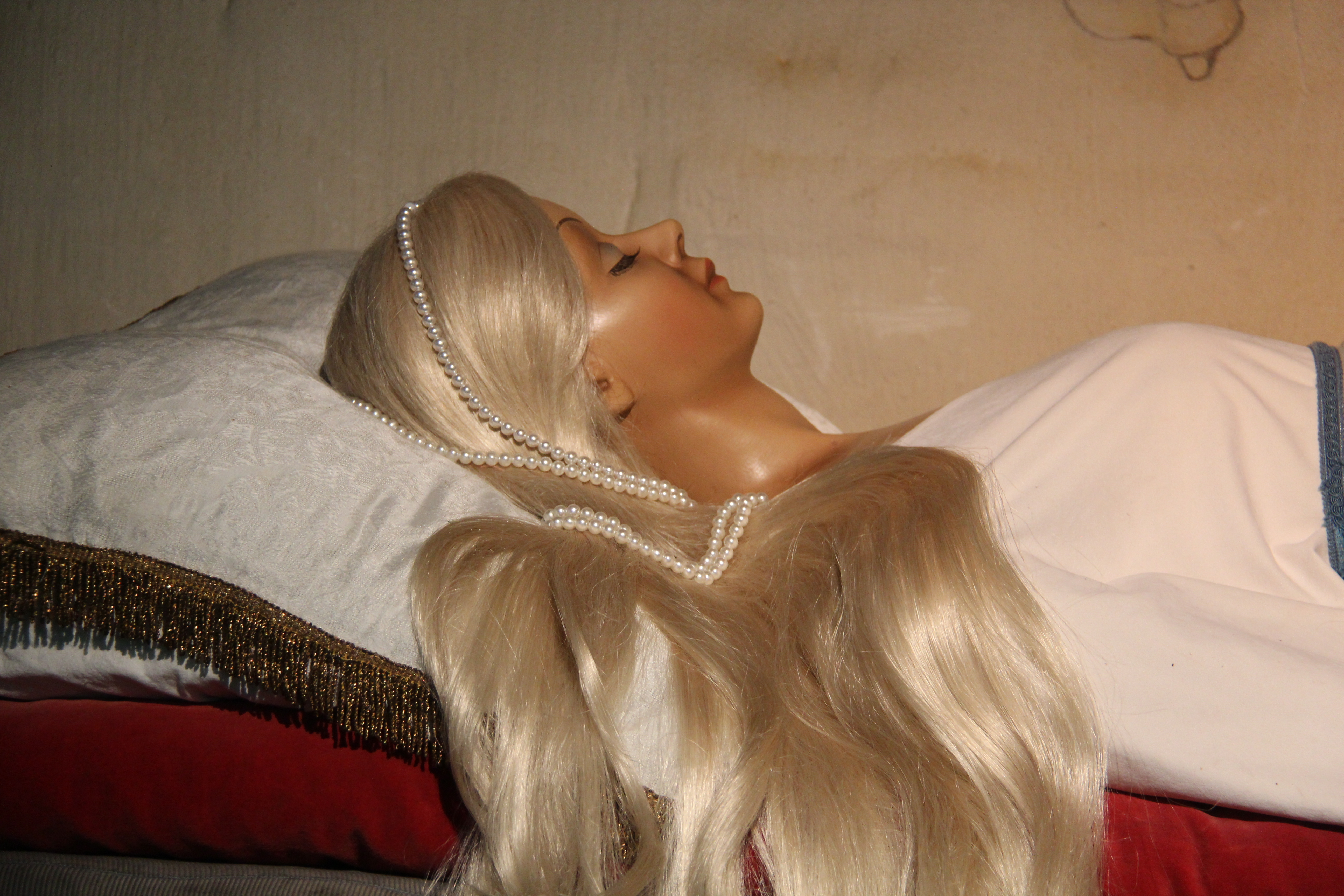
La Bella Addormentata.

Ispirato al racconto della bella addormentata di Charles Perrault e progettato da Anton Pieck , il castello ha subito notevoli miglioramenti. La bella addormentata è una delle prime dieci storie rappresentate nel 1952. Il castello è stato completamente ristrutturato nel 1981, la guardia è stata cambiata ed è stata aggiunta una scena con un animatrone.
1952 - Biancaneve
Ispirato al racconto di Biancaneve  dei Fratelli Grimm e progettato da Anton Pieck, Van de Ven e Knoet. La scena è stata rinnovata nel 1975.
Nel 1999 è stata aggiunta la matrigna. Si tratta di un importante contributo al racconto. Si vede la matrigna nei suoi vari aspetti (anche la strega ripugnante).
Questa storia è rappresentata anche nelle vetrine del museo di Efteling per la presenza di una mela avvelenata.
Cappuccetto Rosso
La scena è stata progettata da Anton Pieck. Cappuccetto Rosso e il lupo sono entrati a Efteling nel 1953, fatti di legno. Cappuccetto Rosso era inginocchiata in mezzo ai fiori, mentre il lupo la guardava da dietro un albero. Nel 1960, la scena è stata sostituita dalla casa della nonna, con il lupo a letto e Cappuccetto Rosso alla porta di casa, a suonare il campanello.
Hansel e Gretel
La casa della strega di Hänsel e Gretel è stata progettata da Anton Pieck e presentata al pubblico il 20 giugno 1955. La scena consiste nella casa della strega fatta di dolci vari. Il viso della strega può essere visto attraverso una piccola finestra nella porta d'ingresso.
Alla fine degli anni Settanta, le statue di legno sono state sostituite da animatroni in movimento. 
Raperonzolo
Raperonzolo ha fatto la sua comparsa a Efteling il 18 maggio 2001  in una torre alta 10 metri. Viene mostrata la strega che sale sui lunghi capelli di Raperonzolo. La scena è stata progettata da Ton van de Ven.

Per creare la pubblicità per l'apertura ufficiale, Efteling ha organizzato un concorso per trovare la ragazza con i capelli più lunghi, la vincitrice ha donato la sua treccia a Efteling.

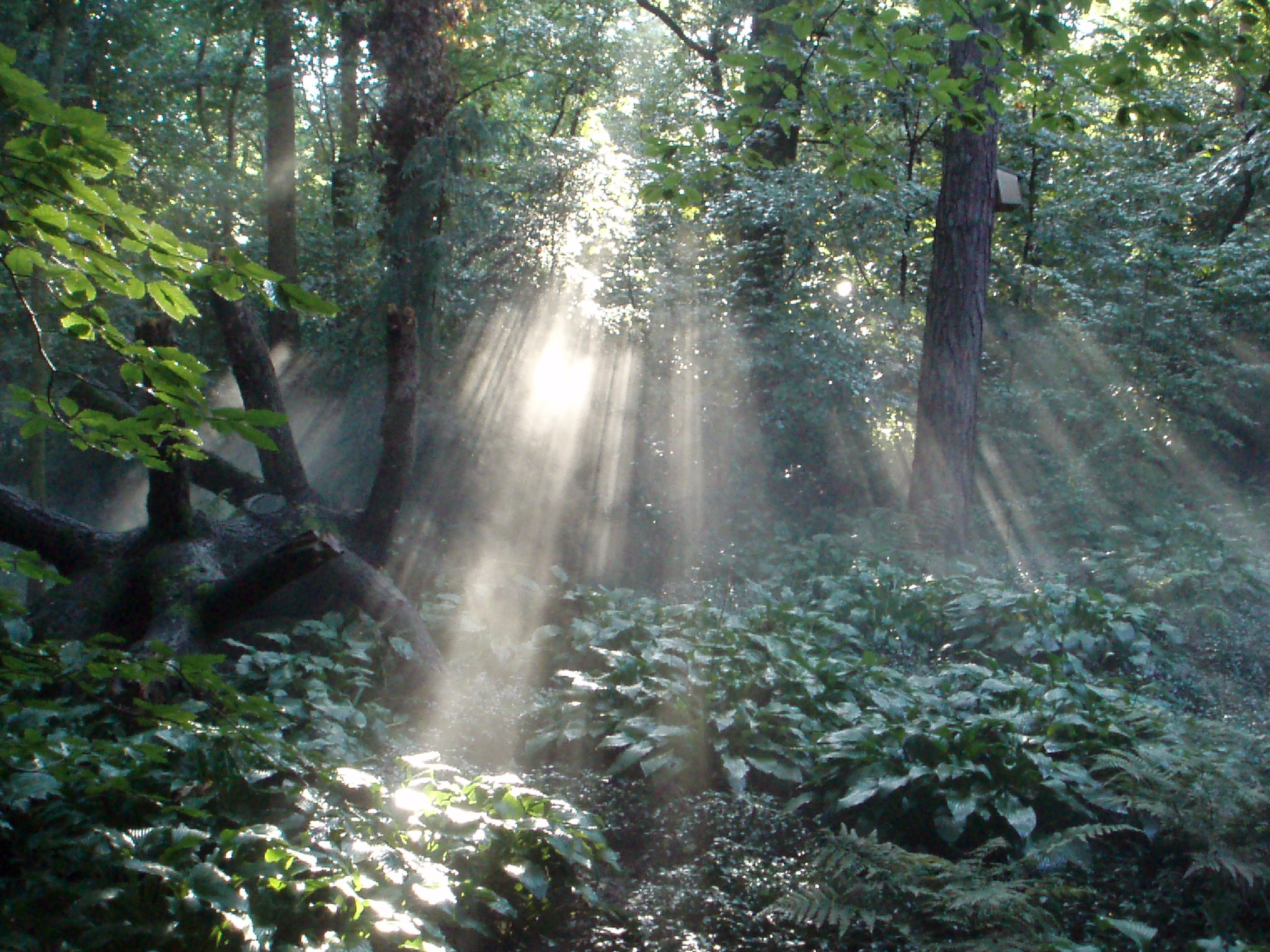
Vista della foresta di Efteling.